# Robert Burdett, 6. Baronet

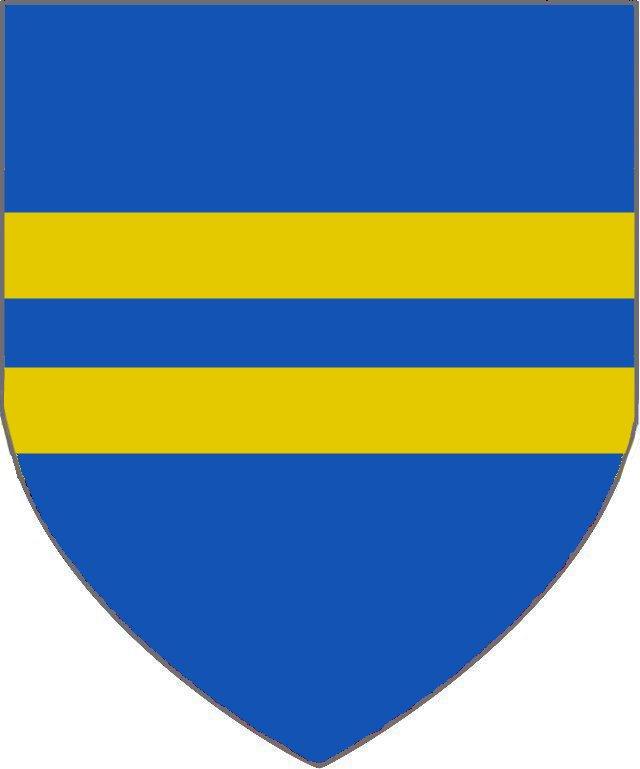
Familienwappen des Sir Robert Burdett, 6. Baronet

Sir Robert Burdett, 6. Baronet (* 16. April 1796 in Piccadilly, London; † 7. Juni 1880 in The Albany, London) war ein britischer Adliger und Offizier.
Er war der Sohn und Erbe des Politikers Sir Francis Burdett, 5. Baronet, aus dessen Ehe mit Sophia Coutts.
Nach seinem Studium am Brasenose College der Universität Oxford trat er in die British Army ein und stieg bis in den Rang eines Colonels auf.
1844 erbte er beim Tod seines Vaters dessen Adelstitel eines Baronet, of Bramcote in the Parish of Polesworth in the County of Warwick. 1848 wurde er zum High Sheriff von Derbyshire ernannt.
Da er unverheiratet und kinderlos blieb, erbte 1880 sein Cousin Lt.-Col. Francis Burdett (1813–1892) seinen Adelstitel.